# Scott Kalvert
Scott Kalvert   (Nova York, 15 d'agost de 1964 - Woodland Hills, 5 de març de 2014) va ser un director de cinema estatunidenc, conegut fonamentalment per la pel·lícules Diari d'un rebel, protagonitzada en 1995 per Leonardo DiCaprio i Mark Wahlberg i Deuces Wild de 2002.
A més de dirigir pel·lícules, Kalvert va ser un reeixit director de videoclips musicals que va treballar amb artistes com Cyndi Lauper, Snoop Doggy Dogg, DJ Jazzy Jeff and The Fresh Prince, Bobby Brown, Taylor Dayne, Deep Blue Something, Billy Ocean, Marky Mark and the Funky Bunch, LL Cool J, Samantha Fox, Eric B. & Rakim i Salt 'n' Pepa.
Kalvert va ser trobat mort a la seva casa de Woodland Hills, Los Angeles el 5 de març de 2014 amb signes aparents de suïcidi.

## Filmografia
- Diari d'un rebel (1995)
- Deuces Wild (2002)